# Сосновський ВТТ
Сосновський ВТТ (Сосновлаг) — підрозділ системи виправно-трудових установ ГУЛАГ.
Час існування: організований 12.05.54 на базі табірних відділень (ЛО 5 і 7) Кузнецького ВТТ ;

закритий 19.04.56 (табірні підр. передані до складу Кузнецького ВТТ).

## Підпорядкування і дислокація
- ГУЛАГ з 12.05.54;
- Главпромстрой з 03.02.55;
- ГУЛАГ не пізніше 01.08.55.

Дислокація: Челябінська область, м. Юрюзань

## Виконувані роботи
- обслуговування Буд-ва 587 (Златоуст-36),
- буд-во навчального комб.,
- видобуток нерудних будів. матеріалів,
- виробництво збірних ЗБК

## Чисельність з/к
- 01.01.55 — 3514,
- 01.01.56 — 2411;
- 01.01.55 — 5217.